# Adriaan Botha
Adriaan Botha (8 marzo 1977) è un ex velocista sudafricano.

## Palmarès

### Mondiali
- 1 medaglia:
  - 1 bronzo (Siviglia 1999 nella staffetta 4x400 m)